# Madecourt
Madecourt település Franciaországban, Vosges megyében. Lakosainak száma 50 fő (2022. január 1.). Madecourt Bazoilles-et-Ménil, Rancourt, Rozerotte és Valleroy-aux-Saules községekkel határos.

## Népesség
A település népességének változása:
| Lakosok száma | 61   | 58   | 56   | 52   | 51   | 50   | 47   | 49   | 50   |
|               | 2013 | 2015 | 2016 | 2017 | 2018 | 2019 | 2020 | 2021 | 2022 |